# Alfonso Gesualdo di Conza
Alfonso Gesualdo di Conza, italijanski rimskokatoliški duhovnik, škof in kardinal, * 1540, Calitri, † 14. februar 1603, Neapelj.

## Življenjepis
26. februarja 1561 je bil povzdignjen v kardinala; temu je sledilo več imenovanj za kardinal-diakona (26. februarja 1561 za S. Cecilia), kardinal-duhovnika (22. oktobra 1562 za S. Cecilia, 17. oktobra 1572 za S. Prisca, 9. julija 1578 za S. Anastasia, 17. avgusta 1579 za S. Pietro in Vincoli in 5. decembra 1580 za S. Clemente) in za kardinal-škofa (4. marca 1583 za škofa Albana, 2. decembra 1587 za škofa Frascatija, 2. marca 1589 za škofa Porto e Santa Rufine in 20. marca 1591 za škofa Ostie.
1. marca 1564 je bil imenovan za nadškofa Conze in 23. aprila istega leta je prejel škofovsko posvečenje; s tega položaja je odstopil 18. novembra 1572.
12. februarja 1596 je bil imenovan za nadškofa Neaplja.